# Ferdinand Alquié

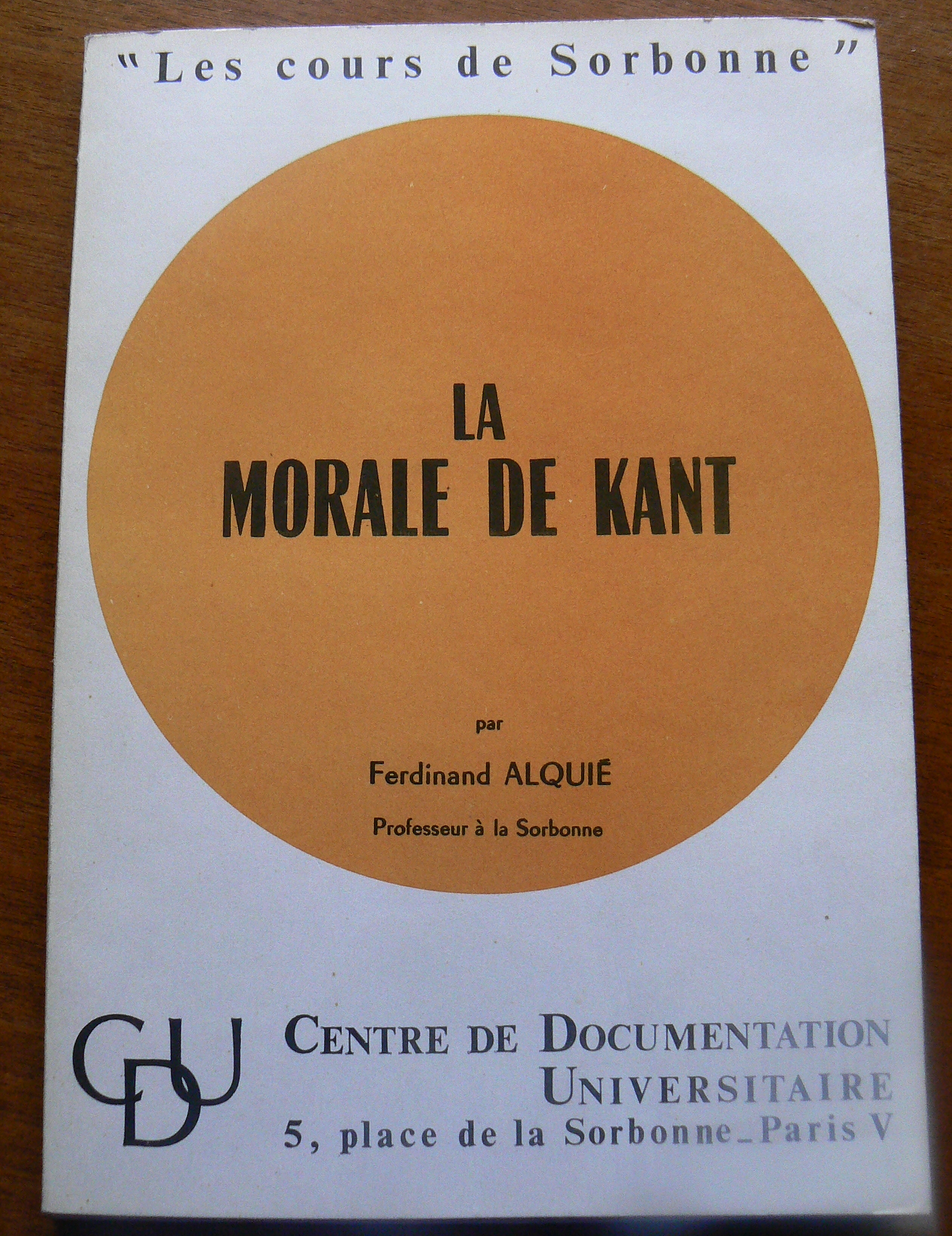
La Morale de Kant.

Ferdinand Alquié, né le 18 décembre 1906 à Carcassonne et mort le 28 février 1985 à Montpellier, est un philosophe français.

## Biographie
Ferdinand Alquié est né dans une famille catholique et royaliste de viticulteurs. Son père est professeur au lycée de Carcassonne. Il étudie lui-même dans ce lycée et dans cette ville, où il fait la connaissance de René Nelli et Joë Bousquet lesquels l'influenceront dans son intérêt pour la littérature et pour le surréalisme,,.
Dans son journal de 1927, il raconte sa petite enfance, en particulier ses premières expériences de sexualité dès l'âge de cinq ans (la masturbation, l'homosexualité, le fantasme anal, les rapports multiples avec les femmes, les prostituées) et ses difficultés à concilier sa « nature d'homme » et son désir avec la foi et l'éducation catholiques. Il éprouve cette contradiction en particulier lors de sa première communion. Il ne se confesse qu'à l'âge de quinze ans et considère alors comme péché l'amour des femmes, la musique et la pitié. Puis, il entre en philosophie et se livre au satanisme. Il fait l'expérience de l'écriture automatique appréhendée comme forme de libération et acceptation de la nature. 
En 1924, Alquié part étudier à Paris. Il est interne au lycée Louis-le-Grand. Il reprend à nouveau la voie mystique et se rapproche du cercle catholique autour de Marc Sangnier en cessant toute relation sexuelle avant d'entreprendre sa « conversion à rebours » pour devenir finalement « naturaliste » en acceptant son désir. 
Il décrit son existence comme partagée entre l'amour du réel et la haine du réel. L'amour du réel est la base de sa vocation philosophique (« principe de réalité »). Dès l'âge de dix ans, Alquié est convaincu par le cogito de René Descartes. Le rêve, la poésie et le surréalisme sont, au contraire, des réponses à l'insatisfaction du réel (« principe de l'imaginaire »).
En 1927-1928, il poursuit ses études à la faculté des lettres de Paris. Il est en même temps surveillant à l'École Bossuet à Paris. Il fait partie du groupe, composé de François-Paul Alibert, Joë Bousquet, Claude-Louis Estève et René Nelli, qui crée, en 1928, la revue Chantiers puis collaborera à la revue Les Cahiers du Sud.
Il commence sa vie d'enseignant à Saintes en 1929. Reçu premier à l'agrégation de philosophie en 1931, il enseigne au lycée Rollin, actuel lycée Jacques-Decour, où il a comme élève le futur poète Rouben Mélik. 
En mai 1933 paraît, dans la revue Le Surréalisme au service de la Révolution, une lettre dans laquelle Alquié dénonce « le vent de crétinisation systématique qui souffle d'URSS ». Cette publication entraîne l'exclusion d'André Breton et Paul Éluard du Parti communiste français
En 1940, il est nommé en classe préparatoire au lycée Condorcet, à Paris, à la place de Henri Dreyfus-Le Foyer, suspendu en même temps que cinq autres enseignants, en application du nouveau « Statut des Juifs ». En octobre 1941, cet emploi est attribué à Jean-Paul Sartre et lui-même est nommé au lycée Louis-le-Grand, à Paris, avant d'être nommé à l'université de Montpellier, et finalement à la Sorbonne où il compte parmi ses élèves Gilles Deleuze. 
En 1945, il épouse Denise Bouland (1914-1994) avec qui il vit pendant 40 ans dans une harmonie exemplaire.
En 1955, il publie Philosophie du surréalisme, à propos d'un mouvement pour lequel il se passionne depuis sa jeunesse. Ferdinand Alquié a publié des ouvrages sur René Descartes, Emmanuel Kant et Baruch Spinoza. Il est cité comme consultant au générique du film de Roberto Rossellini « Cartesius » (1973), sur la vie de Descartes.
L’Académie française lui décerne le prix Dumas-Millier en 1967 et le prix d’Académie en 1982 pour l'ensemble de son œuvre.
Il est élu membre de l'Académie des sciences morales et politiques en 1975. Jean Guitton lui succède en 1987 .
Il meurt le 28 février 1985 à Montpellier après une longue et douloureuse maladie, ayant supporté les épreuves de sa fin avec le stoïcisme qu'il avait professé toute sa vie.

## Alquié et le cartésianisme
On l'a souvent opposé à tort à Martial Gueroult, notamment au cours d'une polémique au sujet de Descartes : Alquié voit en Descartes avant tout le geste philosophique, Gueroult « l'ordre des raisons ».

## Alquié et le surréalisme
Alquié considère le surréalisme comme une forme de philosophie. C'est un acte de libération et en même temps une forme de connaissance de soi. Le libertinage est moins comme une forme d'hédonisme que comme une forme d'authenticité et de morale. Le surréalisme est une forme d'art, parce qu'il est un rapport à la vie, comme une "délivrance par rapport au réel tel qu'il est sous nos yeux" : "si l'art n'est pas la vie, il est à rejeter". Le surréalisme est un moyen de se rapporter à la nature sur le mode de la jouissance. 
La philosophie du surréalisme consiste en une théorie de l’amour, de la vie, de l’imagination, des rapports de l’homme et du monde. Le surréalisme est une forme de "libération totale" et en même temps une "poursuite de la vérité". Il n'est pas incompatible avec la métaphysique dans la mesure où il est aussi "le messager de quelque transcendance". 
En 1966, Alquié dirige une décade à Cerisy-la-Salle où se trouve abordée la question de l'histoire du surréalisme (Entretiens sur le surréalisme). Il ne se définit pas lui-même comme surréaliste, mais comme quelqu'un qui écrit sur le surréalisme. Il n'appartient d'ailleurs pas au groupe surréaliste et ne veut parler que du dehors. (Certains participants critiquent, d'ailleurs, le cadre universitaire de la discussion et la soumission à la "culturelle officielle".) Alquié remercie à cette occasion André Breton, qui vient de mourir, pour lui avoir appris, lorsqu'il avait vingt ans, "le sens merveilleux du mot « liberté »".

## Œuvres
- Leçon de philosophie, 2 vol., Didier, 1931-1951.
- Notes sur la première partie des Principes de la philosophie de Descartes, Éditions Chantiers, 1933.
- Le problème moral, Éditions Chantiers, 1933.
- Les états représentatifs, Éditions Chantiers, 1934.
- Les mouvements et les actes, Éditions Chantiers, 1934.
- Plans de philosophie générale, Éditions Chantiers, 1934; réédition La Table Ronde, "La Petite Vermillon", 2000.
- La science, Éditions Chantiers, 1934.
- Les devoirs et la vie morale (plans de morale spéciale), Éditions Chantiers, 1935.
- Notions de psychologie générale, Éditions Chantiers, 1935.
- Les tendances et la raison, Éditions Chantiers, 1935.
- Les sciences mathématiques, les sciences de la matière et de la vie, Éditions Chantiers, 1936.
- Les synthèses représentatives, Éditions Chantiers, 1936.
- Les états affectifs, Éditions Chantiers, 1937.
- Les opérations intellectuelles, Éditions Chantiers, 1937.
- Le désir d'éternité, PUF, 1943.
- Introduction à la lecture de la Critique de la raison pure, PUF, 1943.
- La découverte métaphysique de l'homme chez Descartes, PUF, coll. «Bibliothèque de philosophie contemporaine», 1950.
- La nostalgie de l'être, PUF, coll. «Bibliothèque de philosophie contemporaine», 1950.
- Science et métaphysique chez Descartes, Les Cours de Sorbonne, CDU, 1955.
- Philosophie du surréalisme, Flammarion, Bibliothèque de philosophie scientifique, 1955.
- Descartes, l'homme et l'œuvre, Connaissance des Lettres, Hatier, 1956.
- L'Expérience, PUF, 1957[14].
- Édition de textes choisis de l'Éthique de Spinoza, PUF, 1961.
- Édition des Œuvres philosophiques de Descartes, 3 vol., Garnier, 1963-1973.
- Nature et vérité dans la philosophie de Spinoza, Les Cours de Sorbonne, CDU, 1965.
- Solitude de la raison, illustré d'un dessin de Hans Bellmer, Le Terrain vague, 1966.
- La critique kantienne de la métaphysique, PUF, 1968.
- Entretiens sur le surréalisme, W. de Gruyter, 1968.
- Signification de la philosophie, Hachette, 1971.
- Le cartésianisme de Malebranche, Vrin, 1974.
- Malebranche et le rationalisme chrétien, Seghers, 1977.
- La conscience affective, Vrin, 1979.
- Le rationalisme de Spinoza, PUF, 1981.
- Servitude et liberté chez Spinoza, Les Cours de Sorbonne, CDU.
- La morale de Kant, Les Cours de Sorbonne, 1957.
- Édition des Œuvres philosophiques de Kant, 3 vol., Gallimard, Bibliothèque de la Pléiade, 1980, 1984, 1986.
- Études cartésiennes, Vrin, 1983.
- Leçons sur Spinoza, Table Ronde, 2003.
- Qu'est-ce que comprendre un philosophe, Table Ronde, 2005.

## Décorations
- Officier de la Légion d'honneur
- Médaille de la Résistance française
- Croix du combattant volontaire de la guerre de 1939–1945
- Officier de l'Instruction publique au titre de « professeur à la faculté des lettres de Paris » (1955)[15]